# Csuporkafélék
A csuporkafélék vagy bársonylevélfélék (Gesneriaceae) az ajakosvirágúak (Lamiales) rendjébe tartozó növénycsalád. 147 vagy 148 növénynemzetség mintegy 3200 növényfaja tartozik ide, melyek többsége trópusi, illetve szubtrópusi lágy szárú növény vagy félcserje. Számos dísznövény található közöttük, mint például az afrikaiibolyák (Saintpaulia spp.) és a csuporkák (Sinningia spp.).
A családba sorolt növények virágai kétoldali részarányosak (zigomorfak), kétivarúak; öt sziromlevelük összenőtt és kétajkú pártát, az öt csészelevélük ötcimpájú csészét alkot. A kettő vagy négy (ritkán öt) portokuk vagy lazán kapcsolódik egymáshoz, vagy párban állnak. A felső vagy középső állású magházukban egyetlen üreg található, amiben számos kis mag fejlődik a magház falán elhelyezkedő placentában (parietális placentáció).

## Nemzetségei
A családba 148 nemzetséget sorol az Encyclopedia of Life:
- Acanthonema
- Achimenes – mesevirág[4]
- Aeschynanthus – szégyenlősvirág vagy rúzsvirág[4]
- Agalmyla
- Allocheilos
- Alloplectus
- Allostigma
- Alsobia – árnyékcsuporka (lásd még Episcia)[4]
- Amalophyllon
- Anetanthus
- Anna
- Asteranthera
- Beccarinda
- Bellonia
- Besleria
- Boea
- Boeica
- Briggsia
- Briggsiopsis
- Cathayanthe
- Championia
- Chautemsia
- Chirita – ujjasvirág[4]
- Chiritopsis
- Chrysothemis
- Cobananthus
- Codonanthe – hangyacsengő[4]
- Codonanthopsis
- Colpogyne
- Columnea – szájvirág[4]
- Conandron
- Corallodiscus
- Coronanthera
- Corytoplectus
- Crantzia
- Cremersia
- Cremosperma
- Cremospermopsis
- Cyrtandra
- Cyrtandromoea
- Cyrtandropsis
- Dalbergaria
- Deinostigma
- Depanthus
- Diastema
- Didissandra
- Didymocarpus
- Didymostigma
- Drymonia
- Emarhendia
- Episcia – árnyékcsuporka (lásd még Alsobia)[4]
- Epithema
- Eucodonia
- Fieldia
- Gasteranthus
- Gesneria – bársonylevél[4]
- Glossoloma
- Gloxinella
- Gloxinia – gloxínia[4]
- Gloxiniopsis
- Goyazia
- Gyrocheilos
- Gyrogyne
- Haberlea – háberlea vagy Haberle-virág[4]
- Hemiboea
- Hemiboeopsis
- Henckelia
- Heppiella
- Hexatheca
- Hovanella
- Hypocyrta
- Jancaea
- Jerdonia
- Kaisupeea
- Kohleria
- Lampadaria
- Lembocarpus
- Leptoboea
- Litostigma
- Loxonia
- Loxostigma
- Lysionotus
- Mandirola
- Metapetrocosmea
- Mitraria
- Monophyllaea
- Monopyle
- Moussonia
- Napeanthus
- Nautilocalyx – csigacsupor[4]
- Negria
- Nematanthus
- Neomortonia
- Niphaea
- Nodonema
- Nomopyle
- Oerstedina
- Orchadocarpa
- Oreocharis
- Ornithoboea
- Paliavana
- Paraboea
- Paradrymonia
- Pearcea
- Pentadenia
- Petrocodon
- Petrocosmea
- Pheidonocarpa
- Phinaea
- Phylloboea
- Platystemma
- Primulina
- Pseudochirita
- Ramonda – ramonda vagy Ramond-virág[4]
- Raphiocarpus
- Reldia
- Resia
- Rhabdothamnopsis
- Rhabdothamnus
- Rhoogeton
- Rhynchoglossum
- Rhynchotechum
- Rhytidophyllum
- Ridleyandra
- Rufodorsia
- Saintpaulia – afrikaiibolya[4]
- Sanango
- Sarmienta
- Schizoboea
- Seemannia
- Senyumia
- Sepikaea
- Sinningia – csuporka[4]
- Smithiantha – gyűszűcsupor[4]
- Solenophora
- Spelaeanthus
- Sphaerorrhiza
- Stauranthera
- Streptocarpus – egylevelűvirág, sziklevélvirág vagy fokföldikankalin[4]
- Tetraphyllum
- Titanotrichum
- Trachystigma
- Trichosporum
- Trisepalum
- Tylopsacas
- Vanhouttea
- Wentsaiboea
- Whytockia